# Schellbach (Knüllwald)
Schellbach ist ein Ortsteil der Gemeinde Knüllwald im nordhessischen Schwalm-Eder-Kreis.

## Geographische Lage
Schellbach liegt in den Nordausläufern des Knüllgebirges etwa 1,5 km südwestlich von Remsfeld (Sitz der Gemeindeverwaltung). Durch das Dorf verlaufen der 3 km lange Efze-Zufluss Schellbach und die Kreisstraße 39 und im östlichen Efzetal die Bundesautobahn 7. Westsüdwestlich der Ortschaft erhebt sich im Wildpark Knüll der Streuflingskopf (ca. 413 m ü. NN) mit einem Aussichtsturm und nördlich der Allmutsberg (463,1 m ü. NN).

## Geschichte

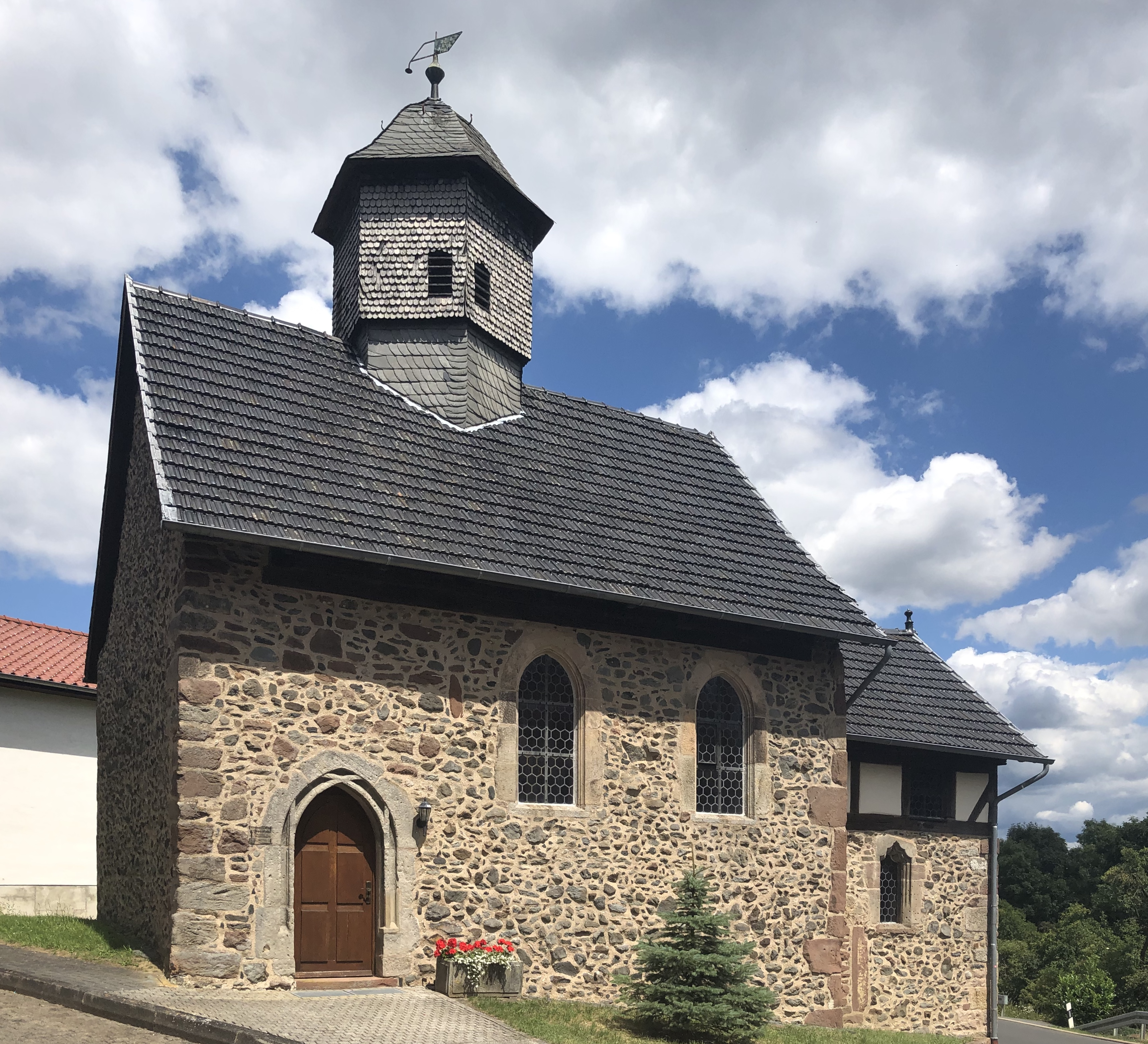
Evangelische Kirche Schellbach

Die älteste bekannte schriftliche Erwähnung von Schellbach erfolgte als „Scilpach“ in einer Urkunde des Klosters Spieskappel aus dem Jahre 1196. Weitere Erwähnungen erfolgten unter den Ortsnamen (in Klammern das Jahr der Erwähnung): Schiltbach (1255),  Scelpach (1267), Szelbach (1271), Sziltbach (1276), Schelbach (1282), Skiltpach (1287), Scheltbach (1294), Schelbaych (1376), Scheltpach (um 1490) und Schelpach (1537).
Zum 31. Dezember 1971 fusionierte die bis dahin selbständige Gemeinde Schellbach im Zug der Gebietsreform in Hessen mit acht weiteren Gemeinden zur neuen Gemeinde Knüllwald. Für die nach Knüllwald eingegliederten, ehemals eigenständigen Gemeinden wurde je ein Ortsbezirk mit Ortsbeirat und Ortsvorsteher nach der Hessischen Gemeindeordnung gebildet.

## Bevölkerung
Einwohnerstruktur 2011
Nach den Erhebungen des Zensus 2011 lebten am Stichtag, dem 9. Mai 2011, in Schellbach 252 Einwohner. Darunter waren 6 (2,4 %) Ausländer. Nach dem Lebensalter waren 57 Einwohner unter 18 Jahren, 111 zwischen 18 und 49, 45 zwischen 50 und 64 und 39 Einwohner waren älter. Die Einwohner lebten in 93 Haushalten. Davon waren 21 Singlehaushalte, 24 Paare ohne Kinder und 42 Paare mit Kindern, sowie 6 Alleinerziehende und keine Wohngemeinschaften. In 15 Haushalten lebten ausschließlich Senioren und in 60 Haushaltungen lebten keine Senioren.
Einwohnerentwicklung
| Quelle: Historisches Ortslexikon | |
| • ca. 1490:                      | 3 wehrhafte Männer. |
| • 1575:                          | 17 Hausgesesse |
| • 1585:                          | 17 Hausgesesse |
| • 1639:                          | 9 verheiratete, 2 verwitwete Hausgesesse                                                                                          |
| • 1961:                          | Erwerbspersonen: 49 Land- und Forstwirtschaft, 47 Produzierendes Gewerbe, 2 Handel und Verkehr, 3 Dienstleistungen und Sonstiges. |

| Schellbach: Einwohnerzahlen von 1777 bis 2011 | Schellbach: Einwohnerzahlen von 1777 bis 2011 | Schellbach: Einwohnerzahlen von 1777 bis 2011 | Schellbach: Einwohnerzahlen von 1777 bis 2011 | Schellbach: Einwohnerzahlen von 1777 bis 2011 |
| --- | --------------------------------------------- | --------------------------------------------- | --------------------------------------------- | --------------------------------------------- |
| Jahr |                                               |                                               |                                               | Einwohner                                     |
| 1777 | 1777                                          |                                               | 92                                            | 92                                            |
| 1800 | 1800                                          |                                               | ?                                             | ?                                             |
| 1834 | 1834                                          |                                               | 157                                           | 157                                           |
| 1840 | 1840                                          |                                               | 153                                           | 153                                           |
| 1846 | 1846                                          |                                               | 136                                           | 136                                           |
| 1852 | 1852                                          |                                               | 145                                           | 145                                           |
| 1858 | 1858                                          |                                               | 143                                           | 143                                           |
| 1864 | 1864                                          |                                               | 150                                           | 150                                           |
| 1871 | 1871                                          |                                               | 144                                           | 144                                           |
| 1875 | 1875                                          |                                               | 152                                           | 152                                           |
| 1885 | 1885                                          |                                               | 156                                           | 156                                           |
| 1895 | 1895                                          |                                               | 138                                           | 138                                           |
| 1905 | 1905                                          |                                               | 146                                           | 146                                           |
| 1910 | 1910                                          |                                               | 161                                           | 161                                           |
| 1925 | 1925                                          |                                               | 180                                           | 180                                           |
| 1939 | 1939                                          |                                               | 187                                           | 187                                           |
| 1946 | 1946                                          |                                               | 276                                           | 276                                           |
| 1950 | 1950                                          |                                               | 283                                           | 283                                           |
| 1956 | 1956                                          |                                               | 226                                           | 226                                           |
| 1961 | 1961                                          |                                               | 218                                           | 218                                           |
| 1967 | 1967                                          |                                               | 214                                           | 214                                           |
| 1980 | 1980                                          |                                               | ?                                             | ?                                             |
| 1990 | 1990                                          |                                               | ?                                             | ?                                             |
| 2000 | 2000                                          |                                               | ?                                             | ?                                             |
| 2011 | 2011                                          |                                               | 252                                           | 252                                           |
| Datenquelle: Historisches Gemeindeverzeichnis für Hessen: Die Bevölkerung der Gemeinden 1834 bis 1967. Wiesbaden: Hessisches Statistisches Landesamt, 1968. Weitere Quellen: LAGIS; Zensus 2011 |                                               |                                               |                                               |                                               |

Historische Religionszugehörigkeit
| Quelle: Historisches Ortslexikon |                                                                   |
| • 1861:                          | alle Einwohner evangelisch-reformiert                             |
| • 1885:                          | 156 evangelische (= 100 %) Einwohner                              |
| • 1961:                          | 201 evangelische (= 92,20 %), 17 katholische (= 7,80 %) Einwohner |

## Politik
Für Schellbach besteht ein Ortsbezirk (Gebiete der ehemaligen Gemeinde Schellbach) mit Ortsbeirat und Ortsvorsteher nach der Hessischen Gemeindeordnung. Der Ortsbeirat besteht aus sieben Mitgliedern.
Bei den Kommunalwahlen in Hessen 2021 betrug die Wahlbeteiligung zum Ortsbeirat Schellbach 63,18 %. Alle Kandidaten gehörten der „Freien Wählergemeinschaft Schellbach“ an. Der Ortsbeirat wählte Martin Thomas zum Ortsvorsteher.